# Кроси
Кроси (фр. Crocy) насеље је и општина у северној Француској у региону Доња Нормандија, у департману Калвадос која припада префектури Кан.
По подацима из 2011. године у општини је живело 301 становника, а густина насељености је износила 29,89 становника/km². Општина се простире на површини од 10,07 km². Налази се на средњој надморској висини од 110 метара (максималној 106 m, а минималној 56 m).

## Демографија
| 1962. | 1968. | 1975. | 1982. | 1990. | 1999. | 2011. |
| ----- | ----- | ----- | ----- | ----- | ----- | ----- |
| 274   | 311   | 311   | 305   | 304   | 289   | 301   |

График промене броја становника у току последњих година